# Hôtel de Mademoiselle Duchesnois
L'hôtel de Mademoiselle Duchesnois est un hôtel particulier situé à Paris en France.

## Localisation
Il est situé au 3 rue de la Tour-des-Dames, dans le 9e arrondissement de Paris. 

## Histoire
L'hôtel fut construit en 1820 par le receveur général Jean-Joseph-Pierre-Augustin Lapeyrière, sur une partie des dépendances de son hôtel de Valentinois, qu'il venait de morceler. En 1822, Lapeyrière a vendu l'hôtel à Catherine-Joséphine Duchesnois. 
Il passa en 1834 à Gervais-Gaspard-Philippe Gozzoli et à son épouse, née Batissier de Chaillouet, puis en 1835, à Séraphin Van Caneghem, ancien consul de Hollande à Canton, qui constitua l'hôtel en dot à sa fille adoptive lors de son mariage avec Hervé-Marie-Ernest de Carbonnel, marquis de Canisy.
Le 23 mars 1844, l'hôtel est vendu à la princesse de Wagram, née Clary. Il échut en 1887 à sa petite-fille, Anna Murat (1863-1940), fille du prince Murat et mariée le 2 juin 1885 au comte Goluchowski.
Il fut vendu en 1896 au docteur Berlioz.
Ce bâtiment fait l’objet d’une inscription au titre des monuments historiques depuis le 26 octobre 1927.